# Belmarsh
HM Prison Belmarsh är ett säkerhetsfängelse för manliga fångar i Thamesmead, London Borough of Greenwich i sydöstra London.

## Bakgrund
Belmarsh, som är byggt på en del av den mark som tidigare nyttjades av Royal Arsenal i Woolwich, togs i drift 2 april 1991. Belmarsh är knutet till Woolwich Crown Court, vilket betyder att fängelset kan användas i fall med hög säkerhetsrisk inklusive sådana som är riktade mot rikets säkerhet.
Mellan 2001 and 2005 användes fängelset för att inhysa ett antal fångar utan dom och rannsakan enligt Anti-terrorism, Crime and Security Act 2001, vilket ledde till att det kallades för ett brittiskt Guantánamo.
. Efter beslut av laglorderna blev det fastställt att detta stred mot de mänskliga rättigheterna.

Det används ofta där man misstänker terroristdåd. I september 2006 fanns där 51 misstänkta terrorister.

## Fängelset idag
Fängelset tar emot interner från hela Storbritannien. 60% av cellerna är för flera fångar medan 40% är ensamceller.
Det finns två gym och möjlighet till fotbollsträning i samarbete med Charlton Athletic FC. Det finns också en grupp som hjälper fångar med utländsk härkomst som får viss hjälp med lagarna och reglerna för immigration.

## Kända interner
- Abu Hamza al-Masri
- Jeffrey Archer
- Ronnie Biggs
- Michael Forwell - marijuana. Han satt ett och ett halvt år på Belmarsh och kämpade för att inte bli utlämnad till USA där han misstänktes för smuggling av 72 ton marijuana, som hade påträffats på hans båt Encounter Bay
- Jonathan King
- Abdulla Ahmed Ali
- Ernst Stavro Blofeld (fiktiv) i James Bond filmen No Time to Die (2021).
- Julian Assange